# Moon Dong-ju
Moon Dong-ju (em coreano: 문동주; Gwangju, 23 de dezembro de 2003) é um jogador de beisebol profissional sul-coreano que atua no Hanwha Eagles da KBO League. Sua posição é de arremessador.
Moon integrou a equipe sul-coreana durante os Jogos Asiáticos de 2022 e ganhou uma medalha de ouro para a Coreia do Sul.
Por conta de sua jogada característica, foi eleito melhor jogador novato pela KBO League no ano de 2023.

## Títulos

### Por equipe

#### Jogos Asiáticos
- 2022: ouro[4]

### Individual
- 2023: melhor jogador novato da KBO League.[5]